# Daniel Breuiller
Daniel Breuiller, né le 26 février 1953 à L'Haÿ-les-Roses, est un homme politique français, maire d'Arcueil de 1997 à 2016 et sénateur de 2022 à 2023.

## Biographie
Daniel Breuiller, né en 1953, est d'abord élu communiste avant de rejoindre la Convention pour une alternative progressiste en 1994 puis EELV en 2009. En 1997, il succède à Marcel Trigon, à la mairie d'Arcueil et demeure maire jusqu'en 2016. Il est conseiller départemental et vice-président du Val-de-Marne jusqu'en 2015.
Lors des élections sénatoriales de 2017, il figure en quatrième position sur la liste de gauche, qui obtient trois sénateurs. Il devient cependant sénateur cinq ans plus tard à la suite de la démission de Sophie Taillé-Polian, élue députée de la 11e circonscription du Val-de-Marne aux législatives de juin 2022,.

## Mandats précédents
- Maire d’Arcueil  de 1997 à 2016[7].
- Fondateur de la Vallée scientifique de la Bièvre et de l’association Cancer Campus[7].
- Vice-président de la communauté d’agglomération du Val de Bièvre de 2000 à 2016[7].
- Conseiller général du Val-de-Marne de 2004 à 2015 ; vice-président chargé de la démocratie participative puis du développement durable[7].
- Vice-président de la Métropole du Grand Paris chargé de la nature en ville, du patrimoine paysager et de l’agriculture urbaine[7].

## Distinctions et notoriété
- Chevalier de la Légion d'honneur (2013)[8].
- Officier de l'ordre national du Mérite (2017)[9].